# 더 게스트 (2014년 영화)
《더 게스트》(영어: The Guest)는 2014년 공개된 미국의 스릴러 영화이다. 애덤 윙가드가 연출을, 사이먼 배럿이 각본을 맡고, 댄 스티븐스, 마이카 먼로 등이 출연했다.

## 줄거리
미군 극비 프로그램에서 진행한 인체 실험을 통해 신원을 숨기는 데 최적화된 살인마로 개화한 남자가 같은 프로그램에 등록돼있던 다른 군인이 아프가니스탄 전쟁에서 전사한 후 그의 가족들을 불쑥 방문하여 자신을 친구 데이비드라고 소개한다.
데이비드는 이 집에 머무는 며칠간 가족 구성원 개개인과 주변인들의 문제를 몰래 뒤에서 폭력과 살인이라는 극단적 방법으로 해결한다. 이어 데이비드는 이 집 딸 애나의 친구 크레이그를 죽여 총을 구한다. 애나는 이 죽음들이 데이비드와 관련이 있다고 의심한다.

## 출연
- 댄 스티븐스 - 데이비드 콜린스 역
- 마이카 먼로 - 애나 피터슨 역
- 브렌던 마이어 - 루크 피터슨 역
- 실라 켈리 - 로라 피터슨 역
- 릴런드 오서 - 스펜서 피터슨 역
- 랜스 레딕 - 리처드 카버 소령 역
- 타버사 숀 - 크리스틴 역
- 체이스 윌리엄슨 - 지크 헤이스팅스 역
- 이선 엠브리 - 히긴스 역
- 조엘 데이비드 무어 - 크레이그 역
- 스티븐 존 브라운 - 마이크 역
- 브렌든 웨드너 - 이언 역
- 앨릭스 나이트 - 라일스 씨 역
- AJ 보언 - 오스틴 역
- 크리스 엘리스 - 헨드릭스 역
- 캔디스 패튼

## 기타 제작진
- 세트: 수전 머제스트로